# Bourse subacromiale
La bourse subacromiale (ou bourse sous-acromiale) est la bourse synoviale située entre la partie supérieure de l'articulation gléno-humérale et l'acromion.
Elle communique avec la bourse subdeltoïdienne formant la bourse subacromio-deltoïdienne. Elle communique également avec la cavité articulaire gléno-humérale à travers la partie supérieure du tendon du muscle supra-épineux.